# قائمة سدود منطقة الرياض
قائمة بالسدود في منطقة الرياض السعودية، تشرف عليها وزارة البيئة والمياه والزراعة، وتؤدي السدود في المملكة العربية السعودية دوراً رئيسياً في توفير مياه الشرب ودعم مصادر المياه الجوفية للأغراض الزراعية.

## أنواع السدود منطقة الرياض
نظراً لاختلاف تضاريس المملكة وحجم الأودية فيها فقد تمّ تنفيذ عدة أنواع من السدود من الناحية الإنشائية تبعاً للدراسات الفنية لتتلاءم مع طبيعة وتضاريس الوادي المقام عليه السد وتنحصر أنواع السدود المقامة في المملكة بأربعة أنواع هي:

1. السدود الخرسانية.
2. السدود الترابية.
3. السدود الركامية.
4. السدود الجوفية.

## قائمة سدود منطقة الرياض
- سد وادي حنيفة.
- سد الحجري.
- سد العلب.
- سد وادي نمار.
- سد ثادق.
- سد حريملاء.
- سد السبعين.